# Paul Kakai
Paul Junior Kakai (26 settembre 1977) è un calciatore salomonese, di ruolo centrocampista.